# Giovanni Maria Baldassini

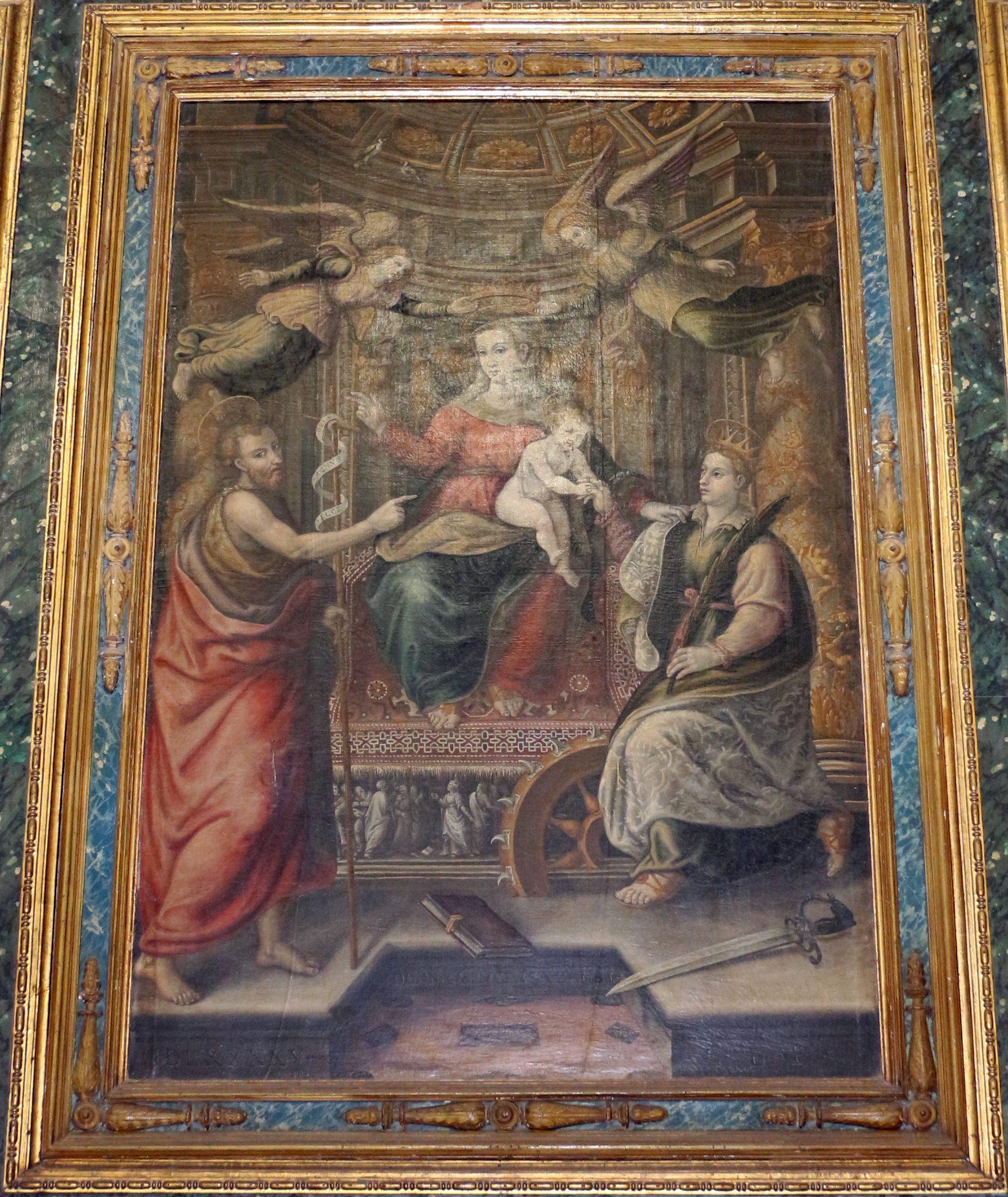
Madonna col Bambino in trono tra i santi Giovanni Battista e Caterina d'Alessandria, Gubbio

Giovanni Maria Baldassini (Gubbio, 1540 – 1601) è stato un pittore italiano del tardo Rinascimento, attivo nel XVI e XVII secolo nella sua città natale.

## Biografia
Fu allievo di Benedetto Nucci e attivo a Gubbio dove dipinse la Trasfigurazione del Signore sul Monte Tabor e Santi nella Basilica di Sant'Ubaldo a Gubbio. In quest'ultima, sua città natale, dipinse una Madonna del Rosario per la chiesa di San Nicolò a Cantiano.